# Ministero delle finanze (Spagna)
Il Ministero delle finanze (in spagnolo: Ministerio de Hacienda – MH) è un dipartimento governo spagnolo responsabile della proposta ed esecuzione della politica del governo riguardante le finanze pubbliche, i bilanci e spese, e le società pubbliche, oltre al resto dei poteri conferitigli dal sistema giuridico.
È responsabilità del Ministero applicare e gestire anche i sistemi di finanziamento regionali e locali e fornire informazioni sull'attività economico-finanziaria delle diverse amministrazioni pubbliche.
Il suo attuale ministro è María Jesús Montero.

## Storia
Nel corso della storia le agenzie incaricate di controllare il tesoro pubblico hanno avuto nomi diversi, ma il più comune è stato il Tesoro. Questo ministero è per eccellenza autonomo, sebbene abbia avuto periodi in cui è stato fuso con il Ministero dell'economia.
L'attuale denominazione del ministero non è nuova, infatti, è la terza volta che questo ministero viene creato con questo nome. La prima volta che è stato creato con questa denominazione è stato nel 1977, con Adolfo Suárez, momento in cui il ministero ha approvato leggi fondamentali come la "legge generale sul bilancio" e la "legge sulle misure urgenti di riforma fiscale" (entrambe nel 1977) destinate a riformare il ministero e modernizzarlo di fronte alla Costituzione del 1978 e al nuovo periodo democratico. Il presidente Leopoldo Calvo-Sotelo Bustelo ha mantenuto la denominazione durante la sua breve presidenza, tuttavia, Felipe González lo ha fuso con il Ministero dell'economia.
Il Ministero delle finanze ha riacquistato la sua piena autonomia durante il secondo mandato di José Maria Aznar, ma l'ha persa di nuovo nel 2004 dopo l'arrivo di José Luis Rodríguez Zapatero, che lo ha ri-fuso con l'Economia. Mariano Rajoy ha di nuovo separato entrambi i ministeri, tuttavia le Finanze non sono tornate ad essere un ministero indipendente, poiché è stata prima accorpata al Ministero della pubblica amministrazione e poi a quello della funzione pubblica.
Già nel 2018, con l'insediamento del presidente socialista Pedro Sánchez, quest'ultimo ha ampliato il gabinetto ministeriale da 13 a 17 ministeri, dando autonomia ad alcuni ministeri, incluso il Ministero delle finanze.

## Struttura
Il Ministero delle finanze è organizzato nei seguenti organismi:
- La Segreteria di Stato per le finanze
  - La Segretaria generale per il finanziamento regionale e locale.
  - La Direzione generale delle imposte.
  - La Direzione generale del Catasto.
  - La Corte amministrativo-economica centrale.
  - La Direzione generale della regolamentazione del gioco d'azzardo.
- La Segreteria di Stato per i bilanci e le spese
  - La Direzione generale per i bilanci.
  - La Direzione generale per i costi del personale e le pensioni pubbliche.
  - La Direzione generale per i fondi europei.
  - Il Controllore generale dell'Amministrazione statale.
- Il Sottosegretario alle finanze
  - La Segretaria generale tecnica.
  - La Direzione generale per il patrimonio di stato.
  - L'Ispettorato generale.
  - La Direzione generale per la razionalizzazione e la centralizzazione degli appalti.
  - L'Ufficio del bilancio.
  - L'Ufficio amministrativo.

### Agenzie e compagnie del ministero
- Agenzia fiscale spagnola.
- Controllore generale dell'Amministrazione statale.
- Lotteria di stato e società di gioco.
- Compagnia statale delle partecipazioni industriali.
- Istituto di studi fiscali.
- Commissario per il mercato del tabacco.
- Real Casa de la Moneda.

## Elenco dei ministri delle finanze
| Inizio           | Fine             | Ministro                         | Partito             |
| ---------------- | ---------------- | -------------------------------- | ------------------- |
| 12 dicembre 1975 | 5 luglio 1976    | Juan Miguel Villar Mir (1)       | Movimiento Nacional |
| 5 luglio 1976    | 4 luglio 1977    | Eduardo Carriles Galarraga (1)   | Movimiento Nacional |
| 4 luglio 1977    | 6 aprile 1979    | Francisco Fernández Ordóñez (1)  | UCD                 |
| 6 aprile 1979    | 2 dicembre 1982  | Jaime García Añoveros (1)        | UCD                 |
| 2 dicembre 1982  | 6 luglio 1985    | Miguel Boyer Salvador (2)        | PSOE                |
| 6 luglio 1985    | 13 luglio 1993   | Carlos Solchaga Catalán (2)      | PSOE                |
| 13 luglio 1993   | 5 maggio 1996    | Pedro Solbes Mira (2)            | PSOE                |
| 5 maggio 1996    | 27 aprile 2000   | Rodrigo Rato Figaredo (2)        | PP                  |
| 27 aprile 2000   | 17 aprile 2004   | Cristóbal Montoro Romero (1)     | PP                  |
| 17 aprile 2004   | 7 aprile 2009    | Pedro Solbes Mira (2)            | PSOE                |
| 7 aprile 2009    | 22 dicembre 2011 | Elena Salgado (2)                | PSOE                |
| 22 dicembre 2011 | 7 giugno 2018    | Cristóbal Montoro Romero (3) (4) | PP                  |
| 7 giugno 2018    | in carica        | María Jesús Montero (1)          | PSOE                |

Note sui nomi dei Ministri:
1. Ministro delle finanze
2. Ministro dell'economia e delle finanze
3. Ministro delle finanze e delle pubbliche amministrazioni
4. Ministro delle finanze e della funzione pubblica